# 7438 Misakatouge
7438 Misakatouge (1994 JE1) là một tiểu hành tinh vành đai chính được phát hiện ngày 12 tháng 5 năm 1994 bởi A. Nakamura ở Kuma Kogen.